# Louise Richardson

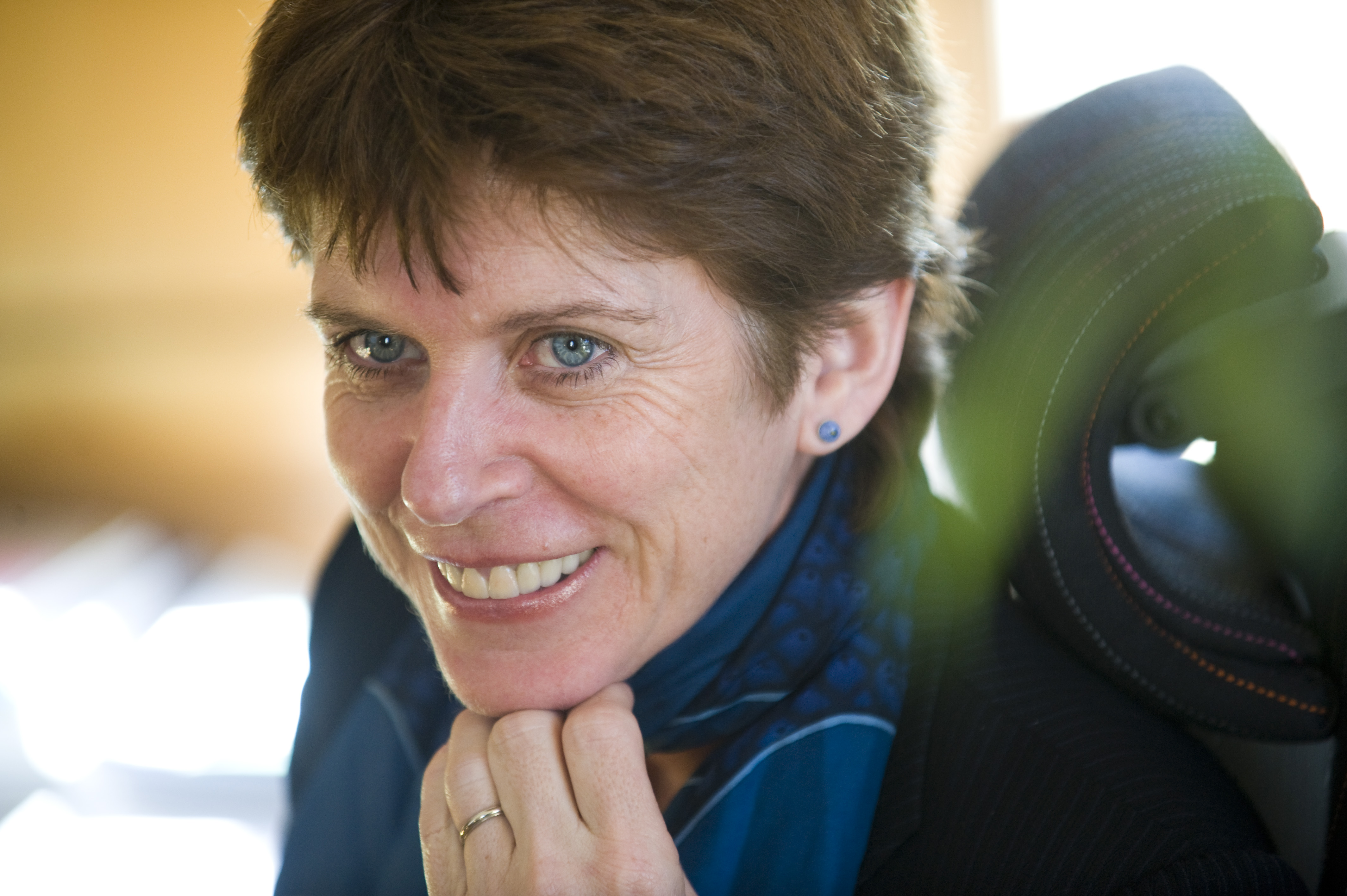
Louise Richardson, 2009

Dame Louise Mary Richardson DBE (* 8. Juni 1958 in Tramore) ist eine irische Politikwissenschaftlerin. Ihr Hauptarbeitsgebiet ist die Erforschung des Terrorismus.

## Leben
Richardson studierte Geschichte am Trinity College Dublin und Politikwissenschaften an der University of California, Los Angeles. An der Harvard University wurde sie promoviert.
Sie war sieben Jahre lang Rektorin, Vizekanzlerin und Hochschullehrerin an der University of St Andrews in Schottland. Zuvor war sie Dekanin am Radcliffe Institute for Advanced Study der Harvard University.
Am 28. Mai 2015 wurde Richardson als Vice-Chancellor der University of Oxford nominiert. Diese erste Nominierung einer Frau für diese Position gilt als Meilenstein in der Geschichte der Universität. Am 1. Januar 2016 trat sie als Nachfolgerin von Andrew Hamilton dieses Amt an.
Seit 2010 ist sie Fellow der Royal Society of Edinburgh. 2016 wurde sie zum Mitglied der American Academy of Arts and Sciences und 2017 der American Philosophical Society gewählt. 2015 wurde sie Ehrenmitglied (Honorary Member) der Royal Irish Academy. Sie ist Ehrendoktor mehrerer Universitäten (University of St Andrews, University of Aberdeen, Trinity College Dublin, Queen’s University Belfast, Universität Grenoble).
Richardson wurde im Rahmen der „2022 Birthday Honours“ zum Dame Commander of the Order of the British Empire (DBE) ernannt, weil sie mehr Studenten aus benachteiligten Verhältnissen für die University of Oxford und die University of St Andrews gewonnen und die Partnerschaft mit AstraZeneca für die Produktion und den Vertrieb des an der University of Oxford entwickelten Impfstoffs COVID-19 gesichert hat.
Seit Januar 2023 ist Richardson Präsidentin der Carnegie Corporation of New York.

## Schriften (Auswahl)
- When Allies Differ: Anglo-American Relations in the Suez and Falkland Crises. Palgrave Macmillan, New York 1996, ISBN 978-0-333-66451-3.
- The Roots of Terrorism. Routledge, New York 2006.
- What Terrorists Want: Understanding the Enemy, Containing the Threat. Random House, ISBN 9780812975444.
  - deutsch:Was Terroristen wollen: Die Ursachen der Gewalt und wie wir sie bekämpfen können. Campus-Verlag, New York, Frankfurt 2007, ISBN 978-3-593-38375-0
- mit Robert Art: Democracy and Counterterrorism: Lessons from the Past. United States Institute of Peace, Washington DC 2007.